# 박혜영 (리포터)
박혜영(1991년 7월 25일 ~)은 대한민국의 방송인이자 리포터이다. 주요 경력에는 동아TV와 DMZ페스타 리포터 외에도 KBS 특집극 드라마 출연 이력이 있으며, 현대자동차 사내 강의 영상 촬영을 하였다. 그 외에도 한국경제 집코노미에 출연하였고, 소니 캠코더 모델 등 각종 모델 활동을 남긴 업적을 두었다. 그 외에도 한식, 중식, 제과, 제빵, 테이블셋팅상차림, 소믈리에 자격증까지 취득하였다.

## 방송 출연
- 6시 내고향 대전 임시 리포터 7839회(2023 재난극복 우리함께 · 수해 현장 특집 1부)[2]